# Comunes de Romania
Les comunes de Romania (en romanès: Comuna; hongarès: község) són cadascuna de les unitats de govern local en què s'organitza el medi rural dels districtes de país a Romania. Les comunes són unitats amb autogovern governades per un alcalde (primar) en un territori on s'hi troben un o més pobles (sat).
Les comunes no existeixen a tot el país, sinó només en aquella part del territori que no està administrada per cap dels dos tipus de ciutats (ores, municipiu). A l'efecte de l'estadística europea, el seu nivell és NUTS-5. A l'àrea rural s'utilitza el nivell administratiu és el més bàsic, ja que els pobles que les componen no tenen més funció que la designació geogràfica.
No hi ha regles lògiques per decidir quan una comuna s'eleva a ciutat, ni quan una comuna es fusiona amb una altra per despoblació. En teoria, l'estatus urbà (de oraș) s'adquireix amb deu mil habitants o un grau d'urbanització evident, però hi ha moltes ciutats amb menys de deu mil habitants i comunes que sobrepassen amb diferència l'estatus urbà (la comuna més gran és Floreşti (Cluj) amb més de vint mil habitants).

## Estadístiques de 1999
El 1999, hi havia a Romania un total de 2686 comunes que comprenen un total de 13.285 pobles. La següent taula mostra les dades de 1999 de les comunes romaneses:
| Població       | Quantitat de comunes | Població total en aquestes comunes |
| -------------- | -------------------- | ---------------------------------- |
| menys de 1.000 | 52                   | 38.000                             |
| 1.000-3.000    | 1054                 | 2.291.000                          |
| 3.000-5.000    | 996                  | 3.850.000                          |
| 5.000-7.000    | 398                  | 2.323.000                          |
| 7.000-9.000    | 130                  | 1.016.000                          |
| más de 9.000   | 56                   | 613.000                            |
| Total          | 2.686                | 10.139.000                         |